# Gnophos symmicta
Gnophos symmicta là một loài bướm đêm trong họ Geometridae.